# SOR LH 12

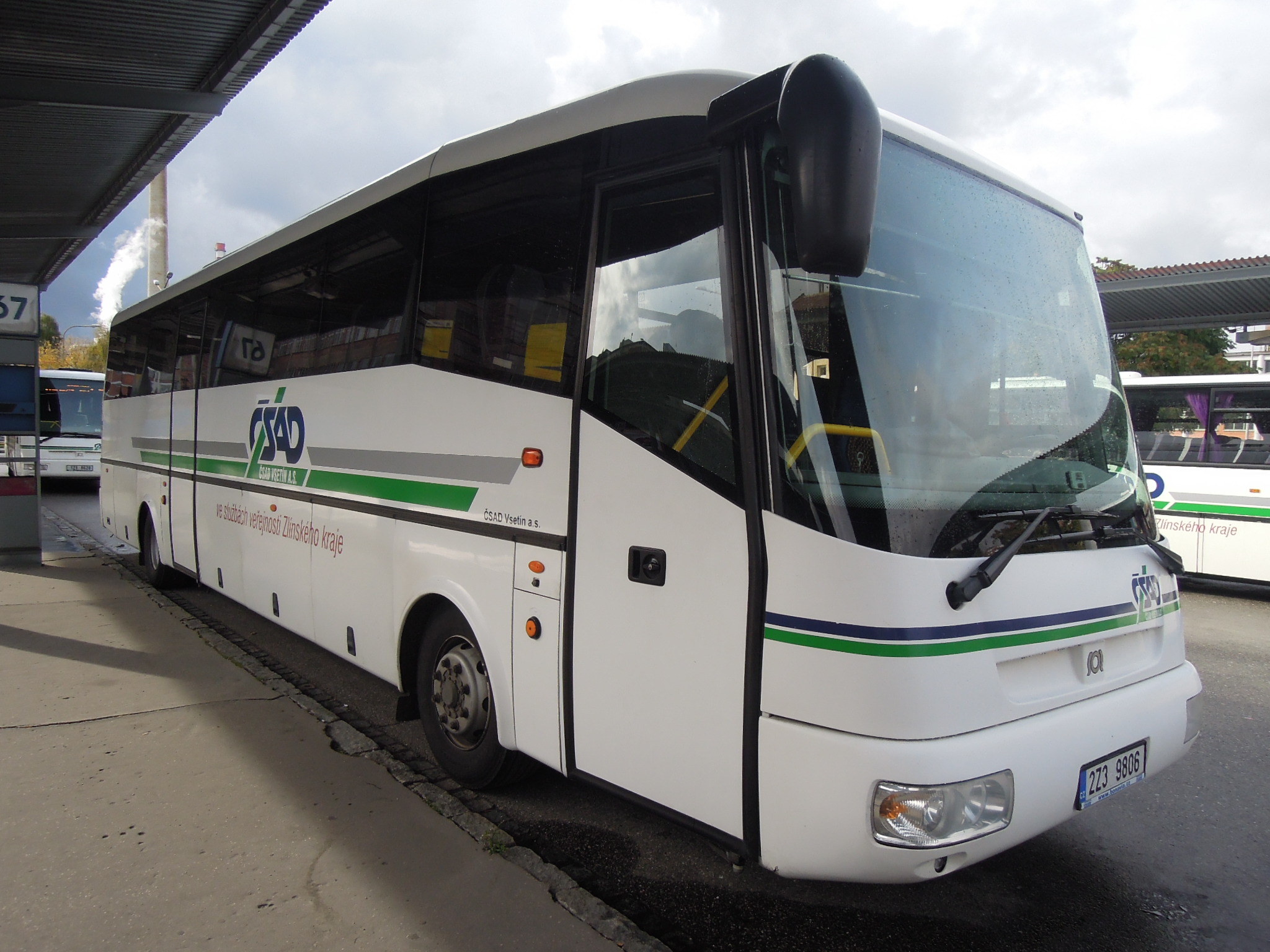
SOR LH 12 в Злине

SOR LH 12 — туристический автобус, выпускаемый чешской компанией SOR Libchavy с 2005 года.

## Конструкция
Автобус SOR LH 12 оснащён кузовом и несущей рамой. Компоновка автобуса заднемоторная, заднеприводная. Задняя ось автобуса DANA. Объём багажника составляет 8 м3. Вход осуществляется через две одностворчатые наружные двери.
Автобус оснащался дизельным двигателем внутреннего сгорания Iveco Tector NEF, который позднее был вытеснен двигателем MAN D 0836 LOH 40. Трансмиссия автобуса 6-ступенчатая.

## Производство
Первый прототип автобуса SOR LH 12 был представлен в 2005 году. Существует также модификация SOR ILH 12.
Производитель откликнулся на требования клиентов, после чего автобус SOR LH 12 был запущен в производство. Он призван заменить автобусы Karosa.
Автобусы SOR LH 12 эксплуатируются компаниями Veolia Transport, HEY, ČSAD Vsetín или SAD Humenné.